# Шижма (приток Ветлуги)

Шижма (Большая Шижма) — река в России, протекает в Краснобаковском районе Нижегородской области. Устье реки находится в 224 км по левому берегу реки Ветлуги (старица). Длина реки — 18 км, площадь водосборного бассейна — 114 км².
Исток Шижмы восточнее села и станции Быструха в 15 км к северо-востоку от посёлка Красные Баки. Течёт по лесу на юго-запад, часть нижнего течения представляет собой старицу Ветлуги. Впадает в Ветлугу чуть выше посёлка Красные Баки. В устье расположены посёлок ветлужских судовых мастеров и дом отдыха Лесной Курорт.

## Данные водного реестра
По данным государственного водного реестра России относится к Верхневолжскому бассейновому округу, водохозяйственный участок реки — Ветлуга от города Ветлуга и до устья, речной подбассейн реки — Волга от впадения Оки до Куйбышевского водохранилища (без бассейна Суры). Речной бассейн реки — (Верхняя) Волга до Куйбышевского водохранилища (без бассейна Оки).
По данным геоинформационной системы водохозяйственного районирования территории РФ, подготовленной Федеральным агентством водных ресурсов:
- Код водного объекта в государственном водном реестре — 08010400212110000042994
- Код по гидрологической изученности (ГИ) — 110004299
- Код бассейна — 08.01.04.002
- Номер тома по ГИ — 10
- Выпуск по ГИ — 0